# Mont Shirouma
Le mont Shirouma (白 馬岳 Shirouma-dake) est une montagne du Japon. Culminant à 2 932 mètres, il est le plus haut sommet du groupe Hakuba des monts Hida et l'un des plus prisés des randonneurs japonais. Il est également l'un des rares sommets du Japon recouverts de névés, dans la combe nommée Shirouma Dai Sekkei (ja). Le nom Shirouma signifie en japonais « cheval blanc », en raison de la forme de cheval qui est visible sur les névés de ce mont au printemps.
Situé dans le parc national de Chūbu-Sangaku, il est l'une des 100 montagnes célèbres du Japon. Les plantes alpines y sont abondantes en été.